# Invisible College

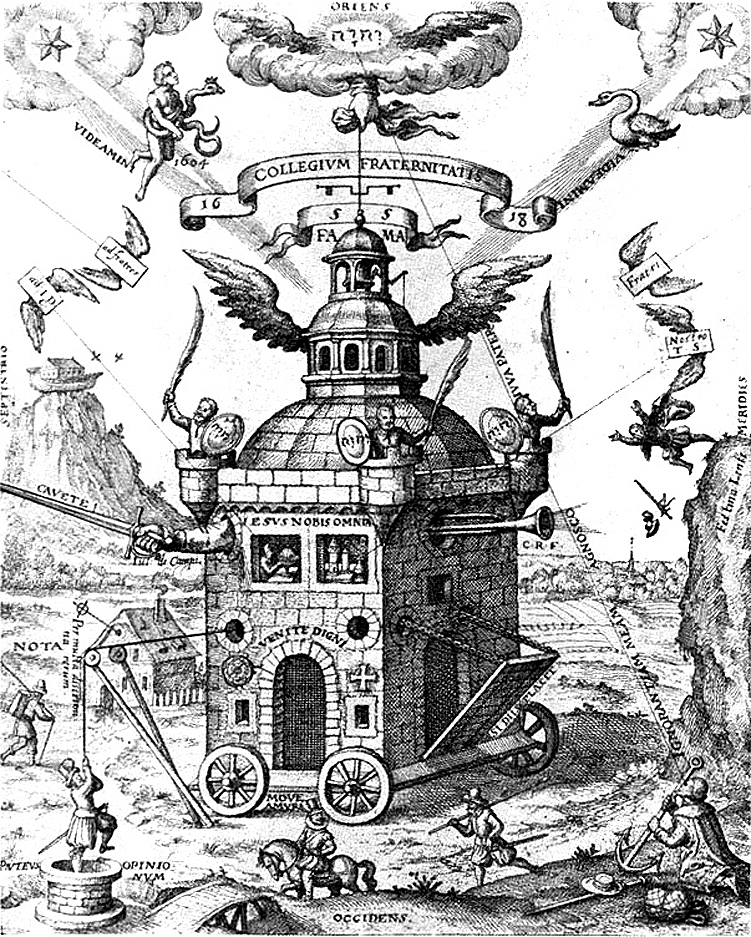
Raffigurazione allegorica dell' Invisible College realizzata dai Rosacrociani

L'Invisible College (Collegio invisibile) è un'espressione che si ritrova nelle lettere degli anni 1646, 1647 del chimico inglese Robert Boyle, il quale avrebbe fondato un'associazione di filosofi della natura tra i quali John Wilkins, John Wallis, John Evelyn, Robert Hooke, Francis Glisson, Christopher Wren e William Petty. Questi sarebbero stati i precursori della Royal Society di Londra risalente a dodici scienziati che si incontrarono nel 1640 per discutere della filosofia di Francis Bacon. 
Nel 1660 questi stessi si riunirono nei locali del Gresham College e, dopo una conferenza tenuta da Christopher Wren, fu costituita una «università per la promozione della cultura fisico-matematica e del metodo sperimentale». 

## Contesto storico
Negli anni dal 1641 al 1649 si svolse in Inghilterra la Prima rivoluzione inglese che si concluse con l'esecuzione del re Carlo I d'Inghilterra e la presa del potere di Oliver Cromwell. Alla morte di Cromwell nel 1658 seguì la restaurazione della monarchia inglese con Carlo II d'Inghilterra, avvenuta nel 1660, lo stesso anno della fondazione della Royal Society. 
L'Invisible College è stato descritto come un gruppo precursore della Royal Society di Londra. Nel 1667 Thomas Sprat pubblicò la sua History of the Royal Society of London opera nella quale raccontava che le prime riunioni di quella che sarebbe stata la Royal Society si tennero qualche tempo dopo le guerre civili (dunque dopo il 1649) presso il Wadham College d'Oxford, diretto dal 1648 da John Wilkins  (seguace di Cromwell ma in contatto con i lealisti monarchici) che si dimise nel 1660.

## L'Invisible College citato nelle lettere di Boyle
Nell'ottobre dell'anno 1646, quando aveva 19 anni, in una lettera al suo anziano tutore Isaac Marcombes, Boyle scrive che egli sta studiando la filosofia della natura secondo i principi del «our new philosophical college» («nostro nuovo collegio filosofico») e chiede quindi che il suo maestro gli invii dei libri che lo farebbero ben accogliere in questo "collegio invisibile" (« which will make you extremely welcome to our Invisible College ». 
Nel maggio 1647 scrive ancora dell'Invisible College in una lettera probabilmente destinata a Samuel Hartlib.
Nella corrispondenza di Boyle non si rintraccia nessuna notizia su dove si riunisca questa associazione né chi ne faccia parte.

## La testimonianza di Wallis
Secondo il matematico John Wallis, un gruppo di intellettuali interessati alla filosofia della natura cominciò nel 1645 ad incontrarsi una volta alla settimana su proposta del tedesco del Palatinato Theodore Haak. Queste riunioni si tenevano in diversi luoghi fra cui il "Gresham College". Fra i partecipanti a questi incontri Wallis cita  John Wilkins, Jonathan Goddard, George Ent, Glisson, Merret e Samuel Foster.
A partire dal 1648-1649 alcuni di questi membri si stabilirono a Oxford e continuarono le loro riunioni al Wadham College diretto da  John Wilkins (le riunioni di Londra continuarono in un altro posto): John Wallis e poi Jonathan Goddard (1617-1675) ai quali si aggiunsero Thomas Willis, Christopher Wren e, a partire dal 1655-1656, Robert Boyle. Si formò così la tradizione della Royal Society senza far cenno delle precedenti riunioni a Londra. Wallis non utilizza l'appellativo Invisible College e non menziona la partecipazione di Boyle prima del suo arrivo a Oxford.

## Le differenti ipotesi

### Ipotesi storiche
Le domande che ci si pone riguardano il sapere se l'Invisible College si riferisca alle riunioni del Gresham College (a partire dal 1645) oppure se si tratti di un altro gruppo di persone.
Per la storica Margery Purver , l'Invisible College corrisponde a un circolo d'intellettuali attorno a Samuel Hartlib (che aveva un fitto scambio di contatti e corrispondenze con vari personaggi fin dal 1630) che promuovevano nei pressi del parlamento un Office of Address sul modello del bureau d'adresses   aperto verso il 1628 a Parigi da Théophraste Renaudot.
Per lo storico Charles Webster si tratterebbe invece di una cerchia di politici e intellettuali anglo-irlandesi promossa da Benjamin Worsley e dalla sorella maggiore di Boyle, Katherine Jones, Lady Ranelagh (1614-1691) .

### Altre ipotesi
Lo scrittore massone Robert Lomas ha pubblicato nel 2002 un'opera intitolata The Invisible College: The Royal Society, Freemasonry and the Birth of Modern Science, nella quale sostiene che l'Invisible College fosse una loggia massonica (benché quasi sicuramente Boyle non fosse mai stato massone). Questa tesi è stata contestata dai circoli massonici ad opera di Trevor W. McKeown: «That the teachings of Freemasonry played a role in the development of the Royal Society is evident. That the Royal Society was masonic in origins, inspiration and goals is an unproven hypothesis» (Che i principi massonici abbiano giocato un ruolo nello sviluppo della Royal Society è evidente. Che la Royal Society sia stata massonica nelle sue origini, nei suoi principi ispiratori, o nei suoi obiettivi è una mera ipotesi). 